# Tabaúna
Tabaúna é um distrito do município brasileiro de Aimorés, no interior do estado de Minas Gerais. Segundo o censo demográfico de 2022, realizado pelo Instituto Brasileiro de Geografia e Estatística (IBGE), sua população era de 708 habitantes e havia 257 domicílios particulares permanentes ocupados. Possui área de 102,66 km² conforme a Fundação João Pinheiro (FJP).
Foi criado pela lei estadual nº 673 de 5 de setembro de 1916, juntamente à emancipação de Aimorés e com a denominação de São Benedito. Foi renomeado para Tabaúna mediante a lei estadual nº 843 de 7 de setembro de 1923.
De acordo com o IBGE, em 2010 a população era de 1 436 habitantes e havia 578 domicílios particulares.